# Sinpunctiptilia emissalis
Espèce
Synonymes
- Platyptilus emissalis Walker, 1864[1]

Sinpunctiptilia emissalis est une espèce de lépidoptères (papillons) de la famille des Pterophoridae. Elle est endémique d'Australie.

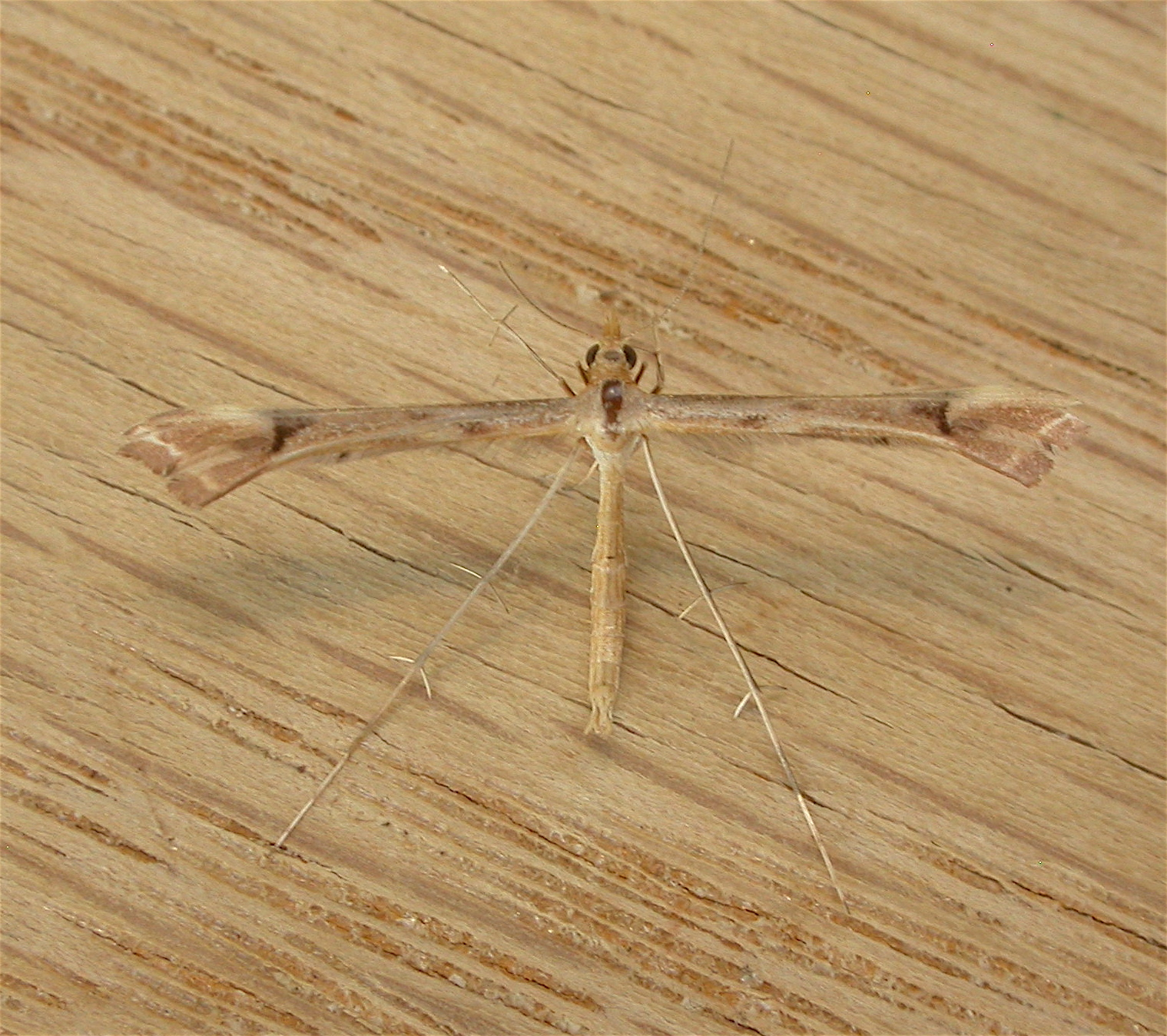
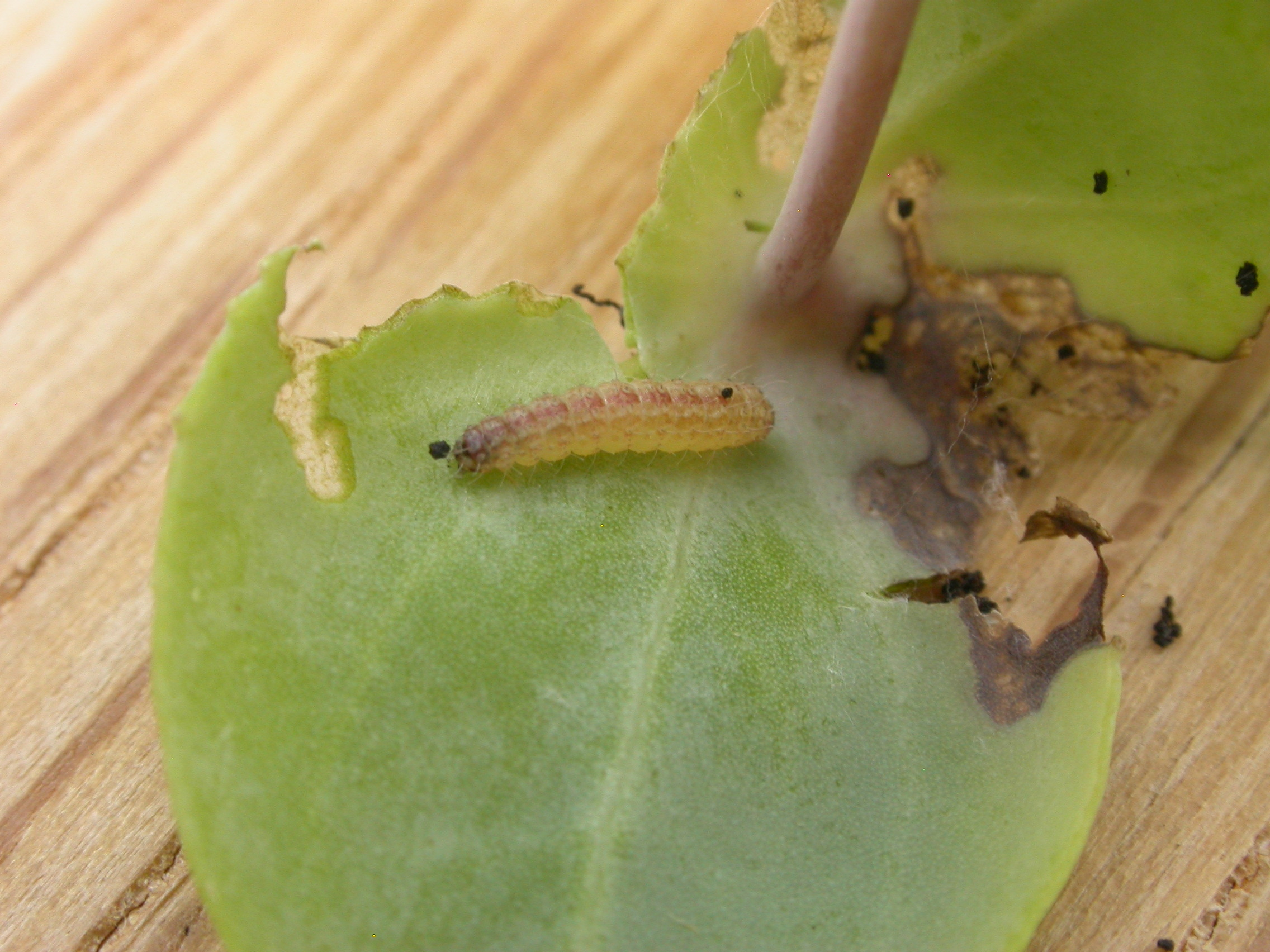
Chenille sur Derwentia perfoliata.
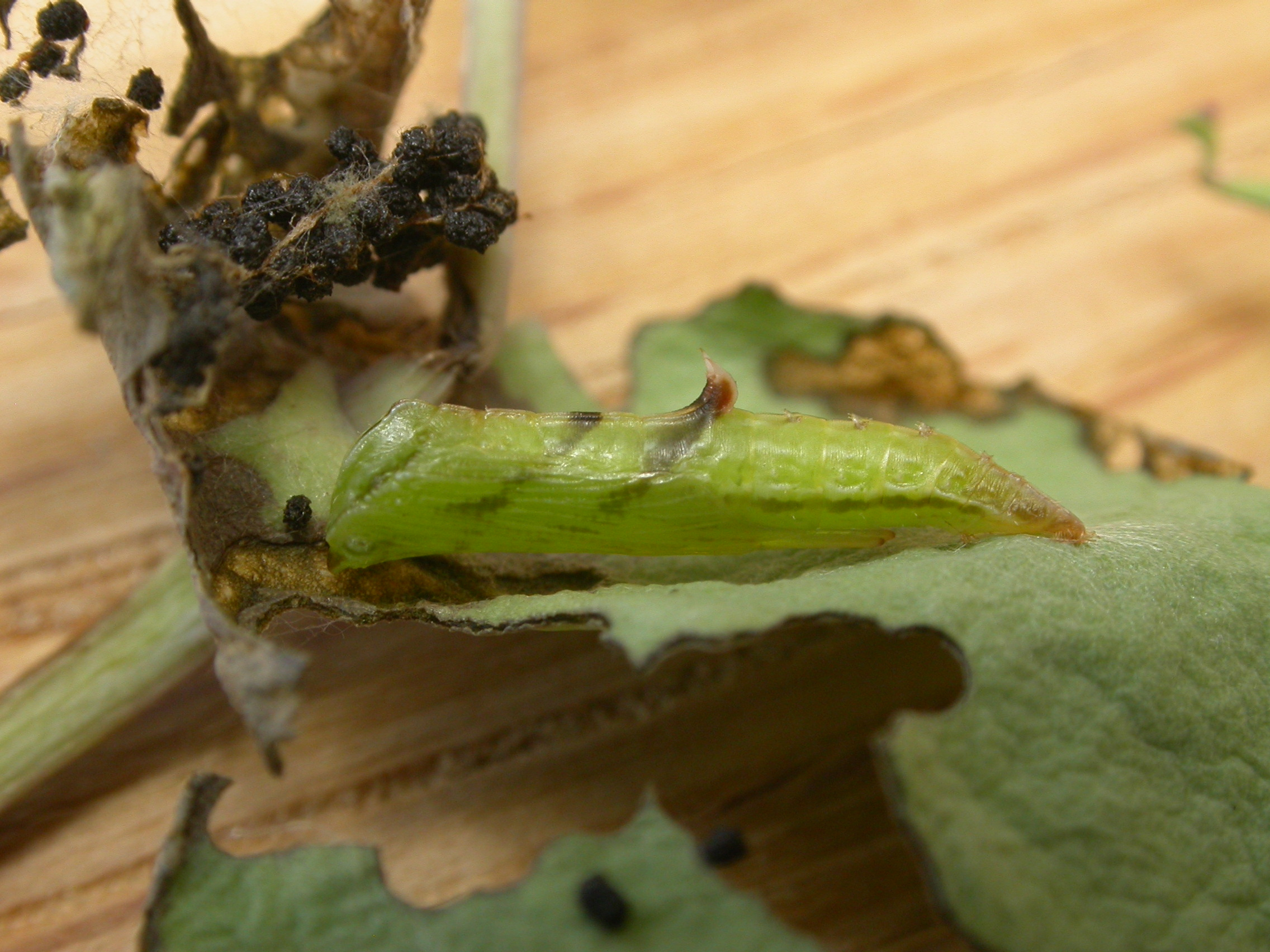
Chenille sur Derwentia perfoliata.